# Cerniera di leucine

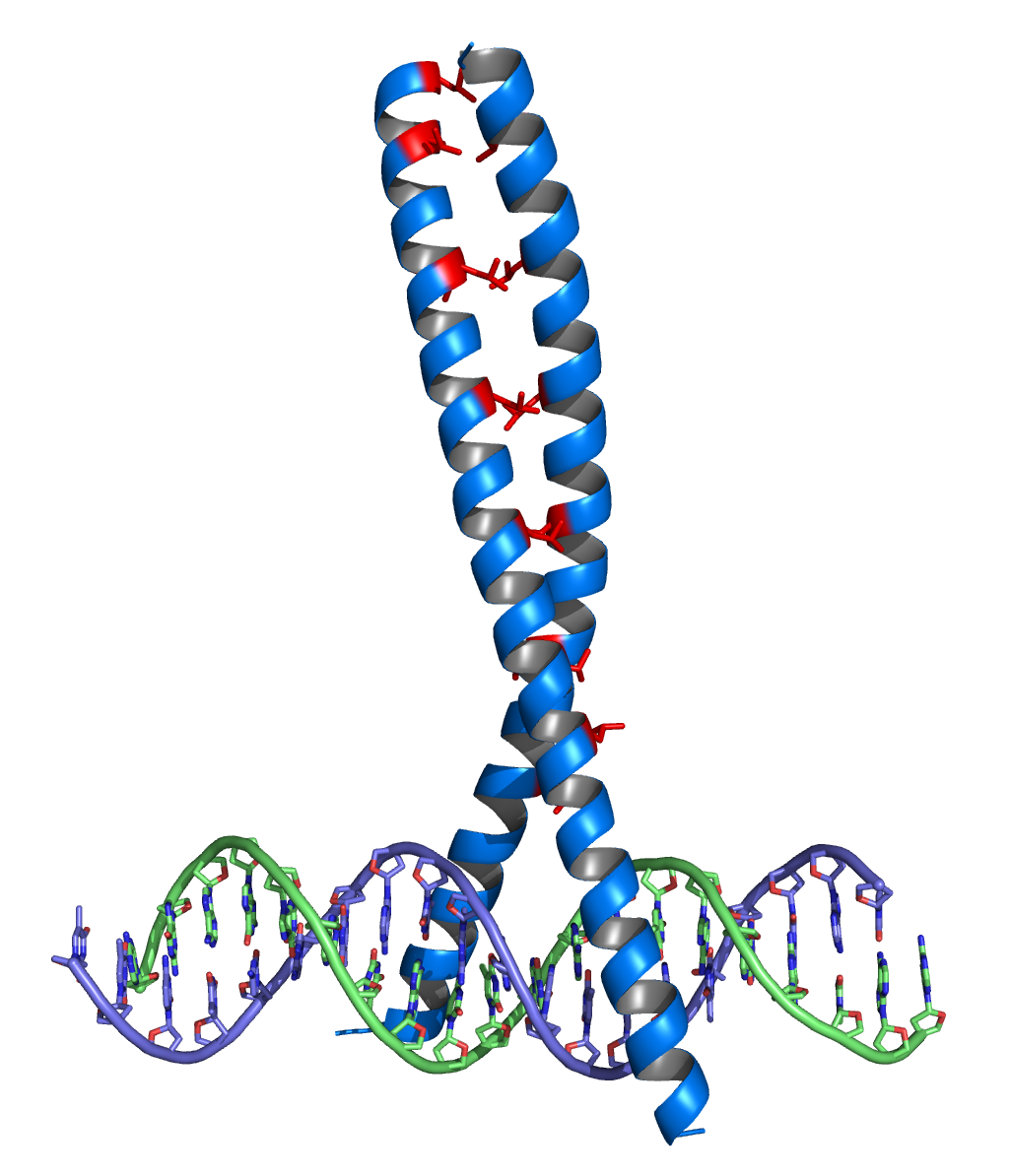
Cerniera di leucine legata a una molecola di DNA

Il motivo a cerniere di leucine è una delle strutture proteiche in grado di legare il DNA. Le proteine che contengono queste strutture sono dei dimeri che hanno come caratteristica peculiare l'esposizione di un'alfa elica per monomero tenute assieme da legami di natura idrofoba che vengono a stabilirsi tra le catene laterali di amminoacidi alifatici (tra cui anche residui di leucina, che sono ripetuti regolarmente ogni sette amminoacidi). La zona che serve per legare il DNA è la parte inferiore. Essa forma, grazie ai suoi amminoacidi basici, dei legami a idrogeno con la struttura a doppia elica dell'acido nucleico.
La funzione principale delle leucine zipper è quella di facilitare l'associazione di due
proteine per formare un dimeri. Questi dimeri possono essere costituiti da due
subunità identiche o da subunità diverse, e la loro formazione dipende dalla
sequenza specifica delle leucine nel motivo a zip. Una volta formate, le leucine
zipper possono mediare l'interazione tra proteine, influenzando la loro attività
biologica.
Le leucine zipper sono spesso presenti in fattori di trascrizione, proteine di
regolazione genica che controllano l'espressione di geni specifici. Queste strutture
possono facilitare l'associazione di più subunità di fattori di trascrizione,
permettendo loro di legarsi al DNA e regolare l'espressione genica in maniera
coordinata.
Inoltre, le leucine zipper possono essere coinvolte in una varietà di processi cellulari,
come la segnalazione cellulare, la regolazione della trascrizione, la formazione di
complessi proteici e l'interazione tra proteine. La loro capacità di mediate
l'associazione tra proteine è fondamentale per il funzionamento di numerosi
processi biologici.
ovveor, le leucine zipper sono delle strutture proteiche che facilitano l'associazione
tra due proteine per formare dimeri, influenzando così una varietà di processi
biologici, inclusa la regolazione dell'espressione genica e la segnalazione cellulare.